# Vida Estudiantil (1934)
Vida Estudiantil era una revista quinzenal, apareguda l'any 1934 com portaveu de l'Institut Martí d'Ardenya de Tarragona, actual Institut Antoni de Martí i Franquès. Va influir en la vida cultural del centre, però el ressò exterior va ser petit o nul. No consta el nom del director, però a l'interior de la revista es fa referència a la iniciativa del catedràtic de la Llengua i Literatura espanyola Francisco Vergés. Impresa a la impremta Suc. de Torres & Virgili ubicada al C. De Sant Francesc, 14. L'administració i redacció era el propi Institut Martí d'Ardenya. Dona una idea de model de revista estudiantil de l'època. La majoria dels articles són culturals.

## Història
El primer número va veure la llum el 15 de novembre de 1934. A l'editorial es defineixen de la següent manera:
| « | La nostra revista serà la revista de l'estudiant i res més que de l'estudiant...tindrà la discreció de no tractar mai assumptes que puguin ofendre la ideologia religiosa o política de ningú. | » |

El disseny de la capçalera de la publicació és de Joan Roig que va guanyar el premi al millor model de lletres.
Pel que fa als col·laboradors dir que la revista estava realitzada pels mateixos estudiants del centre: Enrique Guasch, Casilda Guasch, Julián Arenas, Amadeu Gusart, José Forné Ferreres, Eduard, García Luengo Tost, Victoria Vivas, Asunción Carpio, Luis Cadiach, Miró i Bernal. A. Aleu, G. Muñoz, J. Cusidó, M. Fortuny. També hi havia col·laboradors que signaven amb pseudònim com: "JoMaViVa", "Buda" i "Fitz".
Altres col·laboradors: Maria Montserrat Parés, Josep Vivient, Edmundo Vallés, Josep M. Quintana, Ramon Miró, Teresa Duch Llorens, Pere Rius, Germán Muñoz.
Les seccions que conformaven la revista eren: "Editorial", "Ciències", "Lletres", "Secció femenina", "Varis", "Esports" i "Humorisme". Els temes culturals hi predominaven: "La ciencia es medio de progreso", "El periodismo, su origen" i "Literats contemporanis espanyols". També hi ocupava un lloc destacat la publicitat:
| « | Pecaríem de desagraïts si en aquest primer exemplar de la nostra revista no dediquéssim unes ratlles de gratitud als comerciants d'aquesta ciutat que, donant proves d'amor als estudiants ens han honrat amb un anunci de les seves activitat (...) recomanem als nostres lectors que comprin els seus consums habituals als nostres anunciants (...) premiaran degudament l'ajut moral i material que ens ha proporcionat el comerç de Tarragona (...) | » |

Els lectors de la revista probablement fossin els mateixos alumnes del centre, els seus familiars i els mateixos professors.
A la Biblioteca Hemeroteca Municipal de Tarragona (BHMT) es conserva el 1r número.

## Aspectes tècnics
Revista bilingüe: català i castellà de 16 pàgines a 2 columnes (317 x 220 mm). Costava 30 cèntims.